# Lundey (Skagafjörður)
Die Insel Lundey (isl. für „Papageitaucher-Insel“) ist eine kleine, unbewohnte Insel im Skagafjörður im Norden von Island gelegen.
Sie liegt gut 2 Kilometer vor der Mündung des östlichen Mündungsarms des Flusses Héraðsvötn und 9 Kilometer östlich der Stadt Sauðárkrókur.  
Von Norden nach Süden ist sie beinahe 600 Meter lang und von Osten nach Westen bis zu 300 Meter breit, bei einer Fläche von gut 0,1 km².
Es gibt in Island noch zwei weitere Inseln mit dem Namen Lundey.